# Sociedade de Adoração a Deus
A Sociedade de Adoração a Deus ou Sociedade dos Adoradores de Deus (chinês tradicional: 拜上帝會, chinês simplificado: 拜上帝会, pinyin: Bài Shàngdì Huì) foi um movimento religioso fundado e liderado por Hong Xiuquan que se baseou em sua própria interpretação única do cristianismo protestante e o combinou com a religião popular chinesa, baseada na fé em Shangdi, e outras tradições religiosas. De acordo com evidências históricas, seu primeiro contato com panfletos cristãos ocorreu em 1836, quando recebeu diretamente a cópia pessoal do missionário congregacionalista americano Edwin Stevens das "Boas Palavras para Admoestar a Era" (por Liang Fa, 1832). Ele apenas olhou brevemente e não o examinou cuidadosamente. Posteriormente, Hong afirmou ter experimentado visões místicas na sequência de seu terceiro fracasso nos exames imperiais em 1837 e depois de falhar pela quarta vez em 1843, sentou-se para examinar cuidadosamente os folhetos com seu primo distante, Feng Yunshan, acreditando que eles eram "a chave para interpretar suas visões" e chegando à conclusão de que ele era "o filho de Deus Pai, Shangdi, e o irmão mais novo de Jesus Cristo que havia sido direcionado para livrar o mundo da adoração de demônios (isso significa, submissão à dinastia Qing; de acordo com Xiuquan, os Qing eram demônios que oprimiam a maioria étnica han)".

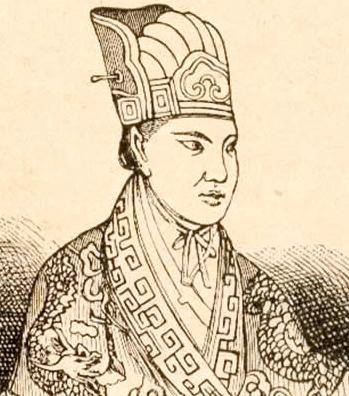
Suposta ilustração de Hong Xiuquan, o autoproclamado irmão mais novo de Jesus Cristo que iniciou o movimento

## Crenças
A Sociedade dos Adoradores de Deus acreditava na filiação divina, o conceito bíblico de que todos os crentes cristãos se tornam filhos e filhas de Deus quando redimidos por Cristo. Hong não alegou ter um nascimento sobrenatural; foi meramente considerado como o segundo filho mais velho de Shangdi depois de Jesus Cristo, com Feng Yunshan como terceiro filho mais velho, e Yang Xiuqing o quarto mais velho.

## A Bíblia Taiping
Hong havia lido partes da Bíblia em um folheto do assistente de Gutzlaff, Liang Fa, mas essas seleções não deram nenhuma base para iconoclastia ou rebelião contra o governo manchu. Hong então estudou o Antigo e o Novo Testamento “longa e cuidadosamente” sob a tutela de um missionário batista americano em Hong Kong em 1847. Quando voltou para casa, ele usou a Bíblia de Gutzlaff como base de sua "Versão Taiping Autorizada da Bíblia", que era a base religiosa de seu movimento. Algumas de suas revisões e adições foram menores, como corrigir caracteres impressos incorretamente e esclarecer ou melhorar o estilo. Hong alterou outras passagens para se adequar aos seus próprios ensinamentos teológicos e morais e aumentar a autoridade moral das escrituras para seu público chinês. Na Bíblia Taiping, por exemplo, em Gênesis 27:25, o povo favorecido de Deus não bebia vinho, e as filhas de Ló não o intoxicaram e tiveram relações sexuais com ele para continuar sua linhagem familiar, como em Gênesis 38:16-26.
A Bíblia Taiping, argumenta o historiador Thomas Reilly, teve um impacto político e religioso. A Bíblia de Gutzlaff, especialmente o Antigo Testamento, mostrava uma divindade que punia as nações que faziam o mal e recompensava as que faziam o bem. Essa divindade também prestava muita atenção às práticas culturais, incluindo música, comida e costumes de casamento. As doutrinas da Bíblia Taiping foram aceitas por membros pobres e impotentes da China de meados do século porque foram apresentadas como uma restauração da autêntica religião chinesa da antiguidade clássica, uma religião que os imperadores e o sistema imperial confucionista haviam destruído.

## Formação
Começando com Robert Morrison em 1807, missionários protestantes começaram a trabalhar em Macau, Pazhou e na cidade de Cantão. Seus empregados domésticos e os impressores que empregavam para o dicionário de Morrison e a tradução da Bíblia – homens como Cai Gao, Liang Afa e Qu Ya'ang – foram seus primeiros convertidos e sofreram muito, sendo repetidamente presos, multados e levados ao exílio em Malaca. No entanto, eles corrigiram e adaptaram a mensagem dos missionários para alcançar os chineses, imprimindo milhares de folhetos de sua própria autoria. Ao contrário dos ocidentais, eles puderam viajar pelo interior do país e começaram a frequentar particularmente os exames de prefeitura e provinciais, onde os estudiosos locais competiam pela chance de subir ao poder no serviço civil imperial. Um dos folhetos nativos, o tomo de nove partes e 500 páginas de Liang,  "Boas Palavras para Admoestar a Era", chegou às mãos de Hong Xiuquan em meados da década de 1830, embora permaneça uma questão de debate em qual exame exatamente isso ocorreu. Hong inicialmente folheou sem interesse. 
Feng Yunshan formou a Sociedade dos Adoradores de Deus em Quancim depois de uma viagem missionária para lá em 1844 para difundir as ideias de Hong. Em 1847, Hong tornou-se o líder da sociedade secreta. A fé Taiping, inspirada pelo cristianismo missionário, diz um historiador, "desenvolveu-se em uma nova religião chinesa dinâmica… o cristianismo Taiping". Hong apresentou esta religião como um renascimento e uma restauração da antiga fé clássica em Shangdi, uma fé que havia sido deslocada pelo confucionismo (sua versão corrompida, usada pelos Qing para submeter os han) e regimes imperiais dinásticos. No ano seguinte, Hong e Feng Yunshan, primo distante de Hong e um dos primeiros convertidos à fé de Hong, viajaram para Sigu, condado de Guiping, Quancim para pregar sua versão do cristianismo. Em novembro de 1844, Hong voltou para casa sem Feng, que permaneceu na área e continuou a pregar. Após a partida de Hong, Feng viajou cada vez mais fundo no coração da região das montanhas Zijing (chinês tradicional: 紫荆山, pinyin: Zǐjīng shān), pregando e batizando novos convertidos. Feng batizou este grupo de crentes de "Sociedade dos Adoradores de Deus". Hacás desta área, geralmente pobres e assediados por bandidos e por famílias chinesas locais indignadas com a presença dos hacás em suas terras ancestrais, encontraram refúgio no grupo com sua promessa de solidariedade.
Embora a Sociedade dos Adoradores de Deus compartilhasse algumas características semelhantes com as sociedades secretas tradicionais chinesas, diferia no fato de os participantes adotarem uma nova fé religiosa que rejeitava firmemente a tradição chinesa como a estabelecida pelo regime manchu, pois acreditavam que estavam seguindo a tradição chinesa, mas a original, a tradição han. A Sociedade foi militante desde o seu início, devido à prevalência de lutas entre aldeias e conflitos entre aldeões hacás e não-hacás. Geralmente, os indivíduos não se convertiam sozinhos, mas famílias inteiras, clãs, grupos ocupacionais ou mesmo aldeias se convertiam "em massa". Em 27 de agosto de 1847, quando Hong Xiuquan retornou às montanhas Zijing, os seguidores somavam mais de 2 mil. Nessa época, a maioria dos seguidores eram camponeses e mineiros.

## Crescimento
Com o retorno de Hong, a Sociedade dos Adoradores de Deus assumiu um caráter mais rebelde. Hong começou a se descrever como um rei e identificou explicitamente os manchus governantes e seus apoiadores como demônios que deveriam ser destruídos. Os Adoradores de Deus tratavam toda a sua comunidade como uma família, levando ao estabelecimento de um tesouro comum e à exigência de castidade.
Em janeiro de 1848, Feng Yunshan foi preso e exilado para a província de Cantão. Hong Xiuquan partiu para Cantão logo depois para se reunir com Feng. Na ausência de Feng e Hong, dois novos líderes surgiram para preencher o vazio: Yang Xiuqing e Xiao Chaogui. Ambos afirmavam entrar em transes que lhes permitiam falar como membros da Trindade: Deus Pai (Shangdi) no caso de Yang e Jesus Cristo no caso de Xiao. Ao falar como Jesus ou Shangdi, Xiao e Yang necessariamente teriam mais autoridade do que Hong Xiuquan. Após seu retorno no verão de 1849, Hong e Feng investigaram as alegações de Yang e Xiao e as declararam genuínas.

## Levante de Jintian
Em fevereiro de 1850, tropas locais passaram por várias aldeias e ameaçaram matar os convertidos. Em resposta, Feng Yunshan começou a pedir uma revolta aberta. Em julho de 1850, os líderes orientaram seus seguidores a convergir em Jintian e rapidamente reuniram uma força de 10 a 30 mil pessoas. Enquanto a maioria do grupo era hacá, alguns seguidores eram punti, miao ou membros de outros grupos tribais locais. A participação era eclética; contavam com comerciantes, refugiados, fazendeiros, mercenários e membros de sociedades secretas e alianças de proteção mútua entre suas fileiras. Os Adoradores de Deus também se juntaram a vários grupos de bandidos, incluindo vários milhares de piratas liderados por Luo Dagang.

## O Reino Celestial Taiping
No dia 11 do primeiro mês lunar de 1851, que também era o aniversário de Hong Xiuquan, a Sociedade dos Adoradores de Deus proclamou o Levante de Jintian contra a dinastia Qing governante, e declarou a formação do Reino Celestial Taiping, iniciando assim a Rebelião Taiping, que foi descrita como o "mais gigantesco desastre causado pelo homem" do século XIX. Os Adoradores de Deus treinados para lutar eram considerados revolucionários protestantes.